# Arrigo Vallatta
Arrigo Vallatta (Milano, 17 marzo 1930 – Milano, 24 giugno 2001) è stato un ingegnere italiano.

## Biografia
Titolare della Cattedra di Meccanica applicata al Politecnico di Milano. 
Rettore del Politecnico di Milano dal 1984 al 1987.